# Чемпіонат світу з водних видів спорту 2013
15-й чемпіонат світу з водних видів спорту - міжнародні змагання, що тривали з 19 липня до 4 серпня 2013 року в Барселоні (Іспанія).
Спочатку місцем проведення чемпіонату було обрано Дубай (ОАЕ), про що було оголошено на засіданні бюро ФІНА 18 липня 2009 року в Римі. Проте 15 травня 2010 року ФІНА оголосила про відмову Дубая від проведення чемпіонату з економічних причин. На повторних виборах, що відбулися 26 вересня 2010 року, більшістю голосів членів бюро ФІНА Барселона випередила Гамбург, Сеул, Сідней та Москву.
Вперше в історії чемпіонатів світу з водних видів спорту розіграно медалі у висотних стрибках у воду (хай-дайвінгу). У порту Барселони чоловіки стрибали з висоти 27 метрів, а жінки - з 20 метрів.

## Спортивні об'єкти
Спортивні об'єкти, що приймали змагання, раніше вже були місцем проведення Чемпіонату світу з водних видів спорту 2003:
- Палау-Сант-Жорді (плавання, синхронне плавання)
- Порт-Велл[en] (плавання на відкритій воді, хай-дайвінг)
- Муніципальний басейн на Монтжуїку[en] (стрибки у воду)
- Водний комплекс Берната Пікорнелла[en] (водне поло)

## Розклад
Церемонія відкриття відбулася 19 липня 2013 року.
| 1 | Кількість фіналів |
| ● | Попередній раунд  |

Для всіх змагань вказано ЦЄЛЧ (UTC+2)
| липня–серпня 2013          | 20 Суб | 21 Нед | 22 Пон | 23 Вів | 24 Сер | 25 Чет | 26 П'ят | 27 Суб | 28 Нед | 29 Пон | 30 Вів | 31 Сер | 1 Чет | 2 П'ят | 3 Суб | 4 Нед | Комплектів медалей |
| -------------------------- | ------ | ------ | ------ | ------ | ------ | ------ | ------- | ------ | ------ | ------ | ------ | ------ | ----- | ------ | ----- | ----- | ------------------ |
| Стрибки у воду             | 1      | 1      | 2      | 2      | ●      | 1      | 1       | 1      | 1      |        |        |        |       |        |       |       | 10                 |
| Хай-дайвінг                |        |        |        |        |        |        |         |        |        | ●      | 1      | 1      |       |        |       |       | 2                  |
| Плавання на відкритій воді | 2      |        | 1      | 1      |        | 1      |         | 2      |        |        |        |        |       |        |       |       | 7                  |
| Плавання                   |        |        |        |        |        |        |         |        | 4      | 4      | 5      | 4      | 5     | 5      | 5     | 8     | 40                 |
| Синхронне плавання         | 1      | 1      | 1      | ●      | 1      | 1      | 1       | 1      |        |        |        |        |       |        |       |       | 7                  |
| Водне поло                 |        | ●      | ●      | ●      | ●      | ●      | ●       | ●      | ●      | ●      | ●      | ●      | ●     | 1      | 1     |       | 2                  |
| Комплектів медалей         | 4      | 2      | 4      | 3      | 1      | 3      | 2       | 4      | 5      | 4      | 6      | 5      | 5     | 6      | 6     | 8     | 68                 |
| Загалом комплектів медалей | 4      | 6      | 10     | 13     | 14     | 17     | 19      | 23     | 28     | 32     | 38     | 43     | 48    | 54     | 60    | 68    |                    |

## Таблиця медалей
*   Країна-господарка (Іспанія)
| Місце               | Країна              | Золото | Срібло | Бронза | Загалом |
| ------------------- | ------------------- | ------ | ------ | ------ | ------- |
| 1                   | США                 | 15     | 10     | 9      | 34      |
| 2                   | Китай               | 14     | 8      | 4      | 26      |
| 3                   | Росія               | 9      | 6      | 4      | 19      |
| 4                   | Франція             | 4      | 1      | 4      | 9       |
| 5                   | Угорщина            | 4      | 1      | 2      | 7       |
| 6                   | Австралія           | 3      | 11     | 0      | 14      |
| 7                   | Німеччина           | 3      | 3      | 4      | 10      |
| 8                   | Бразилія            | 3      | 2      | 5      | 10      |
| 9                   | ПАР                 | 3      | 1      | 1      | 5       |
| 10                  | Іспанія*            | 1      | 6      | 5      | 12      |
| 11                  | Італія              | 1      | 3      | 1      | 5       |
| 12                  | Данія               | 1      | 3      | 0      | 4       |
| 13                  | Японія              | 1      | 2      | 3      | 6       |
| 14                  | Греція              | 1      | 1      | 0      | 2       |
| 14                  | Литва               | 1      | 1      | 0      | 2       |
| 14                  | Швеція              | 1      | 1      | 0      | 2       |
| 17                  | Нідерланди          | 1      | 0      | 3      | 4       |
| 18                  | Туніс               | 1      | 0      | 1      | 2       |
| 19                  | Колумбія            | 1      | 0      | 0      | 1       |
| 20                  | Канада              | 0      | 3      | 4      | 7       |
| 21                  | Польща              | 0      | 2      | 1      | 3       |
| 22                  | Україна             | 0      | 1      | 4      | 5       |
| 23                  | Велика Британія     | 0      | 1      | 1      | 2       |
| 24                  | Бельгія             | 0      | 1      | 0      | 1       |
| 24                  | Чорногорія          | 0      | 1      | 0      | 1       |
| 26                  | Мексика             | 0      | 0      | 4      | 4       |
| 27                  | Нова Зеландія       | 0      | 0      | 3      | 3       |
| 28                  | Малайзія            | 0      | 0      | 1      | 1       |
| 28                  | Тринідад і Тобаго   | 0      | 0      | 1      | 1       |
| 28                  | Фінляндія           | 0      | 0      | 1      | 1       |
| 28                  | Хорватія            | 0      | 0      | 1      | 1       |
| Загалом (31 збірна) | Загалом (31 збірна) | 68     | 69     | 67     | 204     |

## Світові рекорди
Під час змагань встановлено такі світові рекорди:
| Дата          | Дисципліна                         | Раунд             | Час      | Ім'я                  | Країна |
| ------------- | ---------------------------------- | ----------------- | -------- | --------------------- | ------ |
| 29 липня 2013 | 100 метрів брасом (жінки)          | Півфінали         | 1:04.35  | Рута Мейлутіте        | Литва  |
| 30 липня 2013 | 1500 метрів вільним стилем (жінки) | Фінал             | 15:36.53 | Кейті Ледекі          | США    |
| 1 серпня 2013 | 200 метрів брасом (жінки)          | Півфінали         | 2:19.11  | Рікке Меллер Педерсен | Данія  |
| 3 серпня 2013 | 50 метрів брасом (жінки)           | Попередні запливи | 29.78    | Юлія Єфімова          | Росія  |
| 3 серпня 2013 | 50 метрів брасом (жінки)           | Півфінали         | 29.48    | Рута Мейлутіте        | Литва  |
| 3 серпня 2013 | 800 метрів вільним стилем (жінки)  | Фінал             | 8:13.86  | Кейті Ледекі          | США    |

## Країни-учасниці
У змаганнях взяла участь 181 країна. Збірна Еквадору виступала під прапором ФІНА як незалежні спортсмени.
- Албанія (4)
- Алжир (2)
- Американське Самоа (1)
- Андорра (3)
- Ангола (4)
- Антигуа і Барбуда (3)
- Аргентина (10)
- Вірменія (5)
- Аруба (5)
- Австралія (83)
- Австрія (7)
- Азербайджан (6)
- Багамські Острови (4)
- Бахрейн (4)
- Бангладеш (3)
- Барбадос (2)
- Білорусь (22)
- Бельгія (11)
- Бенін (3)
- Бермуди (2)
- Болівія (5)
- Боснія і Герцеговина (2)
- Ботсвана (3)
- Бразилія (53)
- Бруней (4)
- Болгарія (7)
- Буркіна-Фасо (3)
- Бурунді (3)
- Камбоджа (3)
- Канада (85)
- Центральноафриканська Республіка (3)
- Чилі (4)
- Китай (105)
- Китайський Тайбей (5)
- Колумбія (15)
- Коморські Острови (2)
- Республіка Конго (2)
- Демократична Республіка Конго (4)
- Острови Кука (1)
- Коста-Рика (18)
- Хорватія (21)
- Куба (16)
- Кіпр (3)
- Чехія (21)
- Данія (4)
- Джибуті (3)
- Домініканська Республіка (6)
- Єгипет (25)
- Сальвадор (4)
- Естонія (3)
- Ефіопія (3)
- Фарерські Острови (4)
- Федеративні Штати Мікронезії (3)
- Фіджі (4)
- Еквадор (9)
- Фінляндія (13)
- Франція (50)
- Гамбія (1)
- Грузія (4)
- Німеччина (61)
- Гана (3)
- Велика Британія (72)
- Греція (50)
- Гренада (3)
- Гуам (3)
- Гватемала (5)
- Гвінея (3)
- Гаяна (3)
- Гондурас (4)
- Гонконг (17)
- Угорщина (47)
- Ісландія (4)
- Індія (5)
- Індонезія (15)
- Іран (2)
- Ірак (2)
- Ірландія (4)
- Ізраїль (10)
- Італія (103)
- Кот-д'Івуар (3)
- Ямайка (3)
- Японія (51)
- Йорданія (3)
- Казахстан (47)
- Кенія (3)
- Північна Корея (15)
- Південна Корея (29)
- Кувейт (4)
- Киргизстан (4)
- Лаос (3)
- Латвія (4)
- Ліван (3)
- Лесото (1)
- Лівія (2)
- Ліхтенштейн (2)
- Литва (11)
- Люксембург (5)
- Макао (21)
- Північна Македонія (3)
- Мадагаскар (4)
- Малайзія (15)
- Мальдіви (3)
- Малі (3)
- Мальта (2)
- Маршаллові Острови (3)
- Маврикій (3)
- Мексика (47)
- Молдова (3)
- Монако (1)
- Монголія (4)
- Чорногорія (13)
- Марокко (4)
- Мозамбік (2)
- М'янма (3)
- Намібія (3)
- Непал (4)
- Нідерланди (39)
- Нідерландські Антильські острови (3)
- Нова Зеландія (52)
- Нікарагуа (3)
- Нігер (6)
- Нігерія (3)
- Північні Маріанські острови (4)
- Норвегія (8)
- Пакистан (4)
- Палау (3)
- Палестина (4)
- Панама (3)
- Папуа Нова Гвінея (3)
- Парагвай (4)
- Перу (4)
- Філіппіни (3)
- Польща (20)
- Португалія (9)
- Пуерто-Рико (4)
- Катар (6)
- Румунія (19)
- Росія (82)
- Руанда (4)
- Сент-Люсія (5)
- Сент-Вінсент і Гренадини (3)
- Самоа (3)
- Сенегал (3)
- Сербія (24)
- Сейшельські Острови (3)
- Сьєрра-Леоне (2)
- Сінгапур (20)
- Словаччина (9)
- Словенія (14)
- Сомалі (1)
- ПАР (58)
- Іспанія (69) ( Host )
- Шрі-Ланка (4)
- Судан (5)
- Суринам (4)
- Швеція (16)
- Швейцарія (16)
- Сирія (4)
- Французька Полінезія (2)
- Таджикистан (3)
- Танзанія (3)
- Таїланд (15)
- Того (3)
- Тонга (3)
- Тринідад і Тобаго (3)
- Туніс (7)
- Туреччина (21)
- Туркменістан (4)
- Уганда (3)
- Україна (38)
- Об'єднані Арабські Емірати (2)
- США (115)
- Американські Віргінські Острови (2)
- Уругвай (4)
- Узбекистан (21)
- Венесуела (23)
- В'єтнам (3)
- Ємен (2)
- Замбія (3)
- Зімбабве (3)